# 5"/54 Mark 42
127-мм артиллерийская установка Mark 42 — американская универсальная автоматическая корабельная артиллерийская установка. Состояла на вооружении ВМС США и других стран. Разработка орудия началась в 1950-х годах в качестве замены 127-мм/38 орудию времён Второй мировой войны.
Управление установкой осуществляется СУАО Mk68, либо вручную. Масса установки 60,4 тонны, включая два барабана с 40 готовыми к стрельбе выстрелами. Масса снаряда — 31,75 кг, начальная скорость — 808 м/с. Максимальный темп стрельбы — 40 выстрелов в минуту. Ёмкость магазина — 599 выстрелов. Первоначально установка предусматривала места для двух наводчиков, осуществлявших ручное наведение по надводным и воздушным целям, однако с увеличением скорости самолётов, ручная наводка по воздушным целям потеряла практический смысл.
С 1971 года на кораблях ВМФ США установка Mk42 заменяется облегченной (22,1 тонн) установкой Mk 45, обеспечивающей упрощённое техническое обслуживание и повышенную надёжность.

## Установки на кораблях
США
- Крейсер «Нортхэмптон»[англ.]
- Авианосцы типа «Форрестол»
- Крейсера типа «Белкнап»
- Крейсер «Тракстан»
- Эскадренные миноносцы типа «Чарльз Ф. Адамс»
  -  Эскадренные миноносцы типа «Перт»[англ.]
  -  Эскадренные миноносцы типа «Лютьенс»
- Эскадренные миноносцы типа «Кунц»
- Эскадренные миноносцы типа «Форрест Шерман»
- Эскадренные миноносцы типа «Митчер»
- Фрегаты типа «Нокс»
  -  Фрегаты типа «Ипирос»
  -  Фрегаты типа «Дамият»
  -  Фрегаты типа «Балеарес»
  -  Фрегаты типа «Игнасио Альенде»
  -  Фрегаты типа «Чи Янг»
  -  Фрегаты типа «Чулалок»
  -  Фрегаты типа «Муавенет»

 Япония
- Эскадренные миноносцы типа «Татикадзэ»
- Эскадренные миноносцы типа «Хатакадзэ»
- Эскадренные миноносцы типа «Харуна»
- Эскадренные миноносцы типа «Такацуки»
- Эскадренные миноносцы типа «Сиранэ»